# Zacatecas (stad)
Zacatecas is de hoofdstad van de Mexicaanse staat Zacatecas en van de gemeente Zacatecas. Zacatecas heeft 122.889 inwoners (census 2005).

## Stadsbeeld
De stad is gebouwd in een diep ravijn, 2450 meter boven zeeniveau, en wordt gekenmerkt door smalle, bochtige straten en witte huizen met platte daken. Het centrum uit de koloniale tijd staat op de werelderfgoedlijst van de UNESCO. 150 meter boven de stad torent La Bufa uit, een bergpiek die per kabelbaan te bereiken is.
Het centrum van de stad is de Plaza de Armas, een plein waaraan de kathedraal van de stad en het paleis van de gouverneur grenzen. De kathedraal was eens rijk gedecoreerd, maar een groot deel van het interieur werd geplunderd in de burgeroorlogen van de negentiende en twintigste eeuw. De kathedraal is de zetel van het rooms-katholieke bisdom Zacatecas. In Zacatecas bevinden zich nog talloze andere kerken, waarvan er een aantal als museum dienstdoen.

## Onderwijs
In Zacatecas bevindt zich de Autonome Universiteit van Zacatecas en een campus van de Technologisch Instituut voor Hoger Onderwijs Monterrey (ITESM).

## Geschiedenis
Zacatecas werd gesticht in 1546 door Juan de Tolosa, nadat deze rijke zilveraders had ontdekt. Zacatecas groeide al snel uit tot een van de belangrijkste mijnbouwcentra van Mexico. Zilver uit Zacatecas en Potosí in Bolivia werd gemunt en met het Manillagaljoen en de Zilvervloot over de wereld verscheept. Na de onafhankelijkheid van Mexico werd Zacatecas in 1824 de hoofdstad van de nieuwe deelstaat Zacatecas. In 1835 werd de stad geplunderd door het Mexicaanse leger van Antonio López de Santa Anna, nadat het zich had geprobeerd af te scheiden van Mexico.
In 1914 vond hier een van de meest bloederige en legendarische veldslagen van de Mexicaanse Revolutie plaats, toen Pancho Villa en Pánfilo Natera na een belegering de stad in wisten te nemen. De inname van Zacatecas (Toma de Zacatecas) was een beslissend moment in de Mexicaanse Revolutie en de val van dictator Victoriano Huerta.
In de twintigste eeuw verloor de mijnbouw aan economisch belang en werd Zacatecas een toeristische trekpleister.

## Geboren
- Nicolás Zúñiga y Miranda (1865-1925), excentriekeling
- Miguel Agustín Pro Juárez (1891-1927), priester en rebel
- José Esquivel (1989), voetballer

Agavelandschap en oude industriële faciliteiten van Tequila · Hydraulisch systeem van het aquaduct van Padre Tembleque · Oude Mayastad en beschermde tropische regenwouden van Calakmul, Campeche · Historische versterkte stad Campeche · Precolumbiaanse stad Chichén Itzá · Centrale Universiteitsstadscampus van de Nationale Autonome Universiteit van Mexico · Biosfeerreservaat El Pinacate y Gran Desierto de Altar · El Camino Real de Tierra Adentro · Precolumbiaanse stad El Tajín · Franciscaanse missieposten in de Sierra Gorda van Queretaro  · Historische stad Guanajuato en aangrenzende mijnen · Hospicio Cabañas, Guadalajara · Eilanden en beschermde gebieden in de Golf van Californië · Luis Barragánhuis en -studio · Historisch Centrum van Mexico-Stad en Xochimilco · Vroeg-16e-eeuwse kloosters op de hellingen van de Popocatépetl · Historisch centrum van Morelia · Historisch centrum van Oaxaca en Monte Albán · Precolumbiaanse stad en nationaal park Palenque · Archeologische zone van Paquimé, Casas Grandes · Historisch centrum van Puebla · Historische monumentenzone van Querétaro · Revillagigedo-archipel · Biosfeerreservaat van de monarchvlinder · Rotstekeningen van de Sierra de San Francisco · Beschermde stad San Miguel en het Heiligdom van Jesús de Nazareno de Atotonilco · Sian Ka'an · Precolumbiaanse stad Teotihuacan · Historische monumentenzone van Tlacotalpan · Precolumbiaanse stad Uxmal · Walvisreservaat van El Vizcaíno · Archeologische monumentenzone van Xochicalco · Historisch centrum van Zacatecas · Tehuacán-Cuicatlánvallei: oorspronkelijke habitat van Mesoamerika · Wixárikaroute langs heiligdommen naar Wirikuta (Tatehuarí Huajuyé)
- Biblioteca Nacional de España: XX456197
- Gemeinsame Normdatei: 7599651-0
- Library of Congress Control Number: n79127888
- MusicBrainz: 1e64c9b5-3d0d-46e5-a2c5-8c256b3213d0
- National Archives and Records Administration: 10037263
- Nationale Bibliotheek van Tsjechië: ge1136797
- Nationale Bibliotheek van Israël: 987007554946805171